# 西彼得伯勒 (新罕布什爾州)
西彼得伯勒（英語：West Peterborough）是位於美國新罕布什爾州希爾斯波羅縣的非建制地區。

## 歷史
西彼得伯勒的郵局自1865年營運至今。

## 地理
西彼得伯勒所處的海拔為高於海平面263米（即863英呎），而該地所採用的時區為UTC-5，即北美东部时区（EST）。同時該地設有夏令時間，為UTC-5調快一小時，即UTC-4（EDT）。